# Bomberos de la Generalidad de Cataluña
El Cuerpo de Bomberos de la Generalidad de Cataluña (en catalán Cos de Bombers de la Generalitat de Catalunya) es un cuerpo de bomberos español que opera en la comunidad autónoma de Cataluña y ocasionalmente en otras regiones como en la Comunidad Valenciana, Aragón y las Islas Baleares. También hacen actuaciones en Barcelona y en el Valle de Arán, aunque la ciudad y el valle disponen de su propio cuerpo de bomberos. El cuerpo se creó en agosto de 1982, a partir del traspaso en 1980 de las correspondientes competencias, que poseían las diputaciones provinciales, a la Generalidad de Cataluña. En reconocimiento por el servicio y labores realizadas, el cuerpo recibió la Medalla de Oro de la Generalidad de Cataluña el 11 de septiembre del 2009.

## Historia[12]
La ley de régimen local de 1955 obligó a organizar servicios de bomberos en todos los municipios de más de 5.000 habitantes, pero ofreció apoyo económico y técnico de las administraciones estatales y provinciales, que luego podrían organizar el servicio si los municipios no lo hicieran.
Es en este contexto que en 1962 la Diputación de Barcelona creó el Servicio Provincial de Extinción de Incendios (SPEI), que incluía una gran estructura de apoyo a los bomberos, tanto en términos técnicos como administrativos. El servicio se planificó con criterios objetivos y teniendo en cuenta los municipios en general. La ciudad de Barcelona no participó.
El SPEI partió con 60 millones de pesetas aportados en igual proporción por la Diputación Foral, Diputaciones (excepto Barcelona) y Compañías de Seguros. Tenía 23 estaciones de bomberos, con las que ya existían y las de nueva creación.
El reglamento, aprobado en 1963, no tenía en cuenta al personal municipal que ayudaba a los bomberos en casos de emergencia. La falta de personal se resolvió en parte con la creación del Cuerpo de Bomberos Voluntarios, acercándose a la década de 1970, con remuneración mínima e indemnización en caso de muerte o incapacidad.
La Diputación de Barcelona en 1974 se aprobó la Ordenanza Provincial de Prevención contra el fuego, la primera a nivel estatal. En 1973, también se creó la primera escuela estatal de bomberos, con 52 candidatos el primer año y colaboró en la tarea de normalización de material contra incendios y mejora de la red de radiocomunicación.
En el verano de 1975 la Diputación de Gerona aprobó un proyecto para colaborar con la Diputación de Barcelona en determinadas emergencias.
«Los bomberos de las diputaciones provinciales catalanas de 1962 a 1980». Cataluña. Consultado el 30 de abril de 2021.

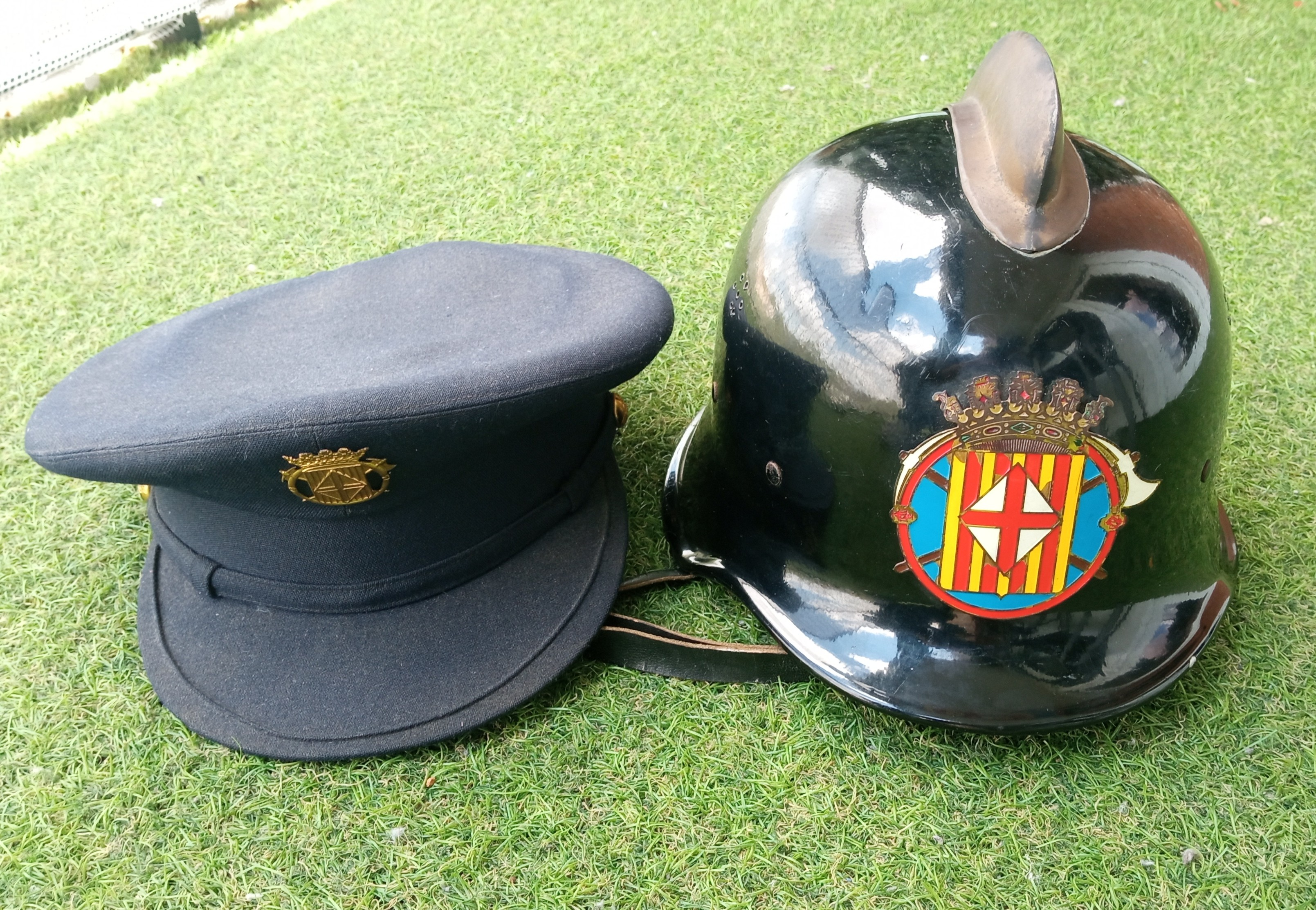
Casco y gorra Diputación de Barcelona años 60-70

Las cuatro diputaciones catalanas se comenzaron a plantear una actuación conjunta en el marco de la extinción de incendios y de salvamentos en 1969. Es así como establecieron contactos periódicos para coordinarse y normalizar el material que utilizaban los bomberos. Y las intenciones de crear un servicio mancomunado se empezaron a concretar en 1977, con la constitución de la Comisión Consultiva Regional contra Incendios.
Los informes que realizó la comisión advertían de las graves deficiencias en dotación de personal e infraestructuras debido a la baja dotación presupuestaria. Redactaron un anteproyecto de Servicio Catalán de Bomberos y en 1980 se presentó el informe final, conocido como El libro rojo.
El 27 de junio de 1980 se creó, mediante decreto, la Dirección General de Prevención, Extinción de Incendios y Salvamentos, con Alfonso Ortí como primer responsable.
En marzo de 1983 se inauguró la sede central de Bomberos de la Generalidad en las instalaciones de Bellaterra (Sardañola del Vallés). Ese mismo año se graduó la primera promoción de 50 bomberos formados en el servicio. En 1986 se transformó en Escuela de Bomberos y en 1995 se trasladó a Mollet del Vallès, junto a la Escuela de Mozos de Escuadra, que se llama Instituto de Seguridad Pública de Cataluña desde 2007.
La Ley 9/1986, de 10 de noviembre, de cuerpos de funcionarios de la Administración autonómica creó el cuerpo de Bomberos de la Generalitat, mientras que la Ley 5/1994, de 4 de mayo, conocida como Ley de bomberos, fijó las atribuciones de bomberos y de la Administración. Tras varias reivindicaciones, los bomberos lograron que el Gobierno regulara las guardias con un decreto aprobado en 1998.
Las primeras mujeres bomberas fueron voluntarias, en los años 80, mientras que las dos primeras funcionarias lo fueron en 1998.
Entre los cuerpos especializados existe el Grupo de Rescate de Montaña, creado en 1984, y el Grupo de Rescate y Salvamentos Subacuáticos (GRS), de 1982, que se unieron a los Grupos de Apoyo de Actividades Especiales (GRAE) en 1997. A raíz de los fuegos que afectaron la Cataluña central en 1998, al año siguiente se creó el Grupo de Apoyo de Actuaciones forestales (GRAF), que trabaja también en la prevención de incendios forestales.
La adquisición de nuevos helicópteros bombarderos para la extinción de fuegos forestales llevó a la creación de la Sección de Medios Aéreos, a finales de 1988. Y en 1994, a raíz de graves incendios forestales, se creó la Oficina de Prensa, situada en el Centro de Información y Coordinación Operativa de Cataluña (CICOC), en Bellaterra.
En cuanto a los equipamientos, el servicio hizo una inversión importante en telecomunicaciones, con la instalación de repetidores y la compra de emisores-receptores de radio para los vehículos. Tras los incendios de 1998, el Centro de Telecomunicaciones de Cataluña mejoró la calidad de la red de telecomunicaciones con la implantación, terminada en 2004, de la tecnología digital TETRA, conocida entre los bomberos como Ágora.
Respecto a las competencias, en 1995 entró en funcionamiento el Plan de emergencias por incendios forestales, el Infocat, dos decretos obligaban a las compañías eléctricas a limpiar de vegetación el recorrido de sus líneas en tramos forestales y las urbanizaciones a establecer medidas de protección. Ese mismo año se dio un impulso a la creación de las Agrupaciones de Defensa Forestal (ADF), subvencionadas por la Administración.
En 1997 se aprobó la Ley de protección civil, que delimita las competencias de la Generalidad y los ayuntamientos en caso de emergencia; las administraciones deben trabajar de manera coordinada bajo el mando de los bomberos. Con esta ley, varios municipios con superficie forestal comenzaron a elaborar sus planes de actuación municipal en caso de fuego.
La mejora de la gestión de las emergencias llegó con el nacimiento del teléfono único de emergencias, el 112, en 1999. Desde 1991, las llamadas específicas para los bomberos se hacían al 085. En 2004 entró en funcionamiento un sistema de seguridad, el Seqtaxi, para los taxis para enviar una señal de alarma directa en caso de emergencia.
La última reestructuración de la Dirección General se hizo en 2007 con la creación de la Dirección General de Protección Civil, que separa las competencias de prevención, extinción de incendios y salvamentos de la de protección civil. Asimismo, se establecieron siete regiones de emergencia en Cataluña.
El 20 de julio de 2009 en las tareas de extinción de un incendio forestal en Horta de San Juan (provincia de Tarragona) murieron cinco bomberos, miembros del Grupo de Apoyo de Actuaciones Forestales (GRAF). Las víctimas fueron Ramon Espinet, David Duaigües, Jordi Moré y Jaume Arpa y Pau Costa. Un sexto bombero, Josep Maria Pallàs, quedó gravemente herido.
El 11 de septiembre de 2009 el presidente de Cataluña José Montilla entregó la Medalla de Oro de la Generalidad de Cataluña en el Cuerpo de Bomberos como muestra de reconocimiento y agradecimiento de las instituciones catalanas por sus aportaciones en el país.
«Los bomberos de la Generalitat (1980-2008)». Cataluña. Consultado el 30 de abril de 2021.

## Funciones del cuerpo

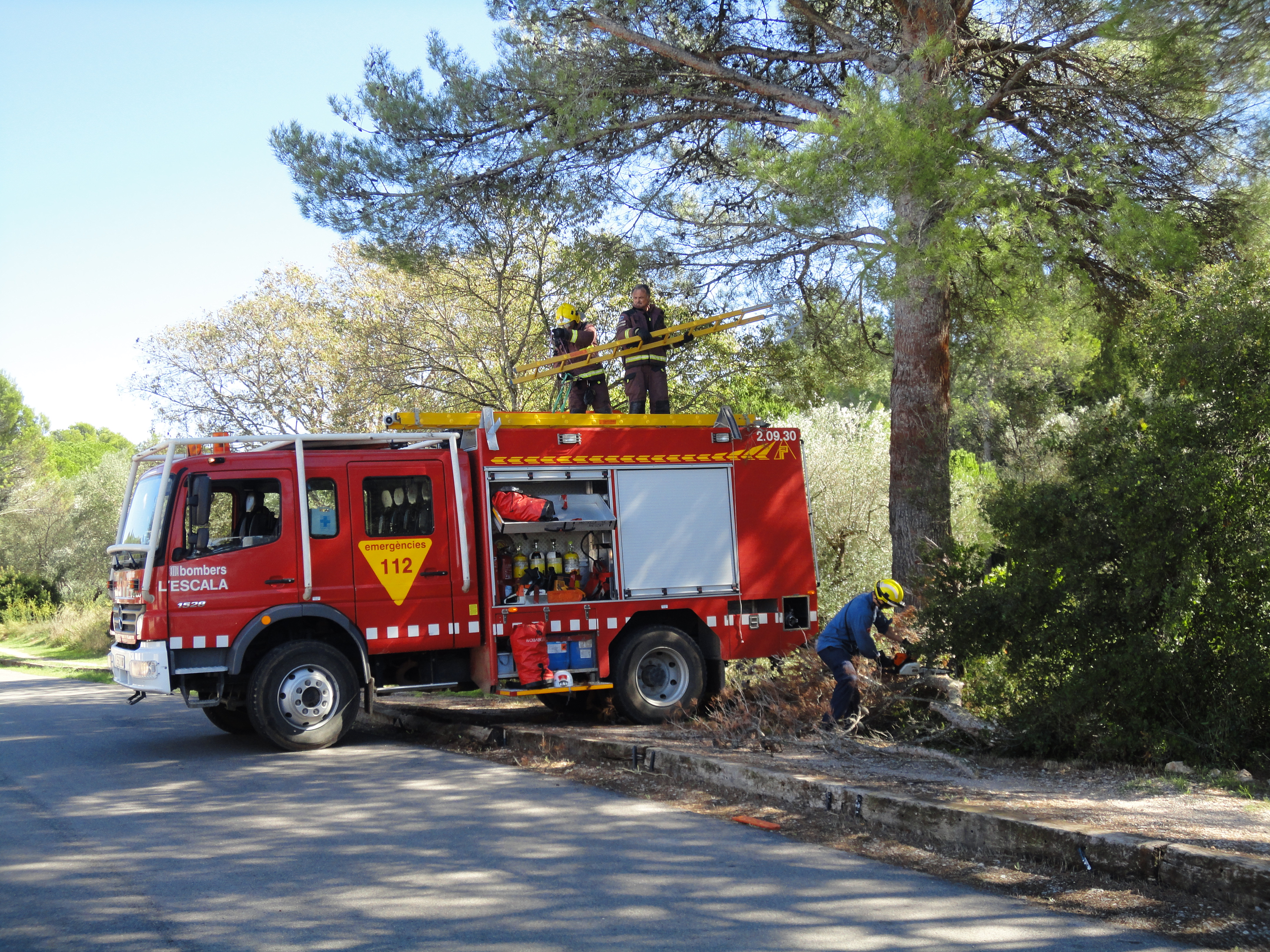
Actuación de los Bomberos de la Generalidad de Cataluña en La Escala.

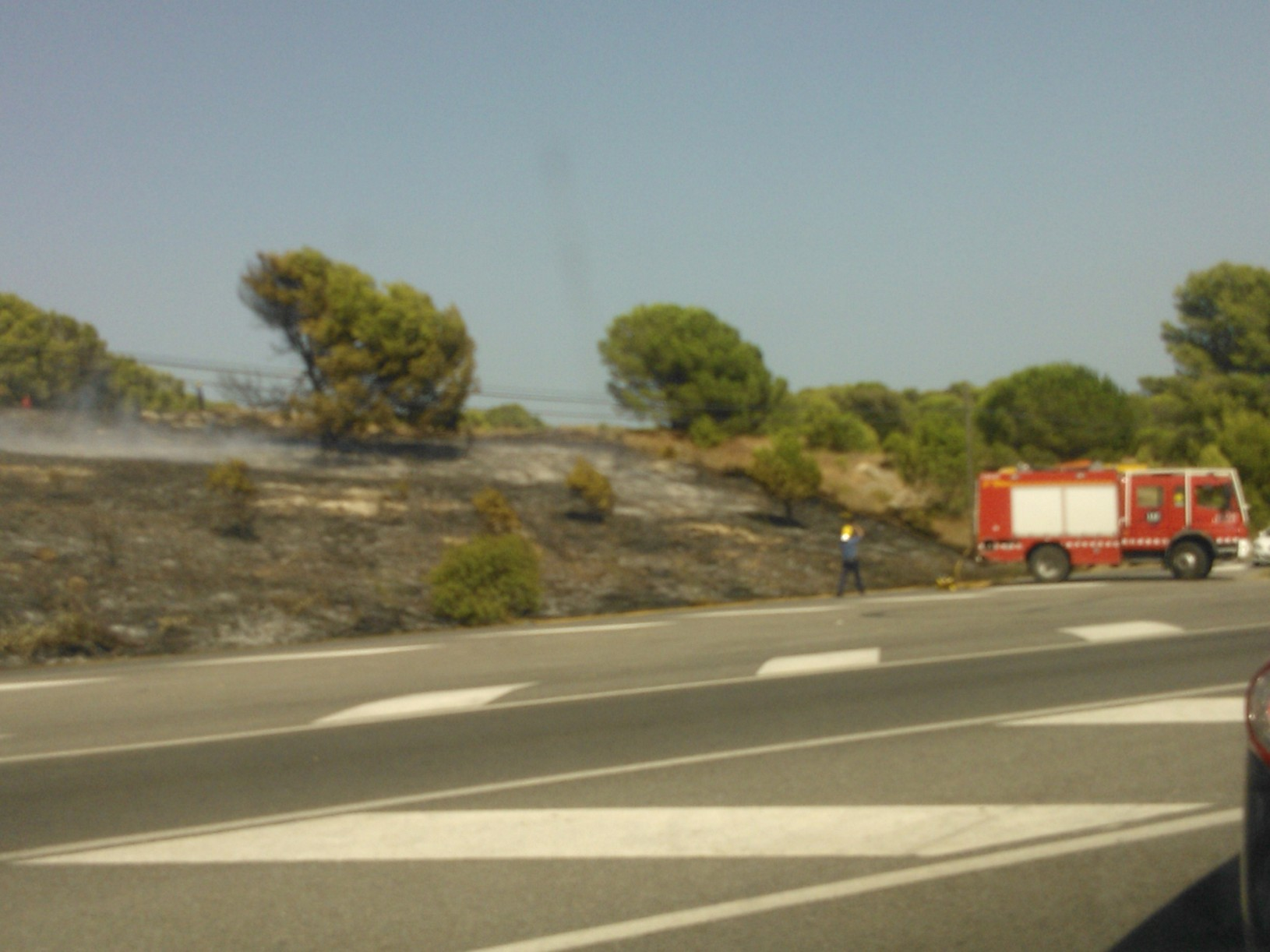
Actuación de los Bomberos de la Generalidad en un incendio forestal.

Según la Ley 5/1994, de 4 de mayo de regulación de los servicios de prevención y extinción de incendios, y de salvamento de Cataluña, los Bomberos de la Generalidad de Cataluña tienen las siguientes funciones:
- Extinción de incendios con la finalidad de minimizar los daños, tanto personales como materiales.
- Hacer actividades de prevención para evitar o reducir incendios y/o accidentes.
- Estudiar e investigar las técnicas, instalaciones y los sistemas para la protección contra incendios.
- Intervenir en operaciones de protección civil.
- Intervenir en rescates fluviales y de montaña.
- Investigar y analizar los siniestros que sean de su competencia.
- Hacer actividades informativas y formativas para la población en general.
- Actuar en servicios de interés público.
- Otras actuaciones que les correspondan recogidas en la legislación vigente.

## Organización del cuerpo
El Decreto 183/2007, de 28 de agosto, de estructuración de la Dirección General de Prevención, Extinción de Incendios y Salvamentos del Departament d'Interior de la Generalidad de Cataluña, determina la Subdirección General Operativa  como la unidad en la cual se encomienda el mando operativo del cuerpo de bomberos y respecto de la cual se concreta la estructura organizativa del cuerpo de bomberos de la Generalidad, que se organiza en órganos centrales y en órganos territoriales.
Los órganos centrales son la División, el Área Central, la Unidad Central y el Grupo, mientras que los órganos territoriales son la Región, el Área Regional, las Unidades Regionales y los Parques.

### Estructuración del cuerpo
El Cuerpo de Bomberos de la Generalitat se estructura en una línea jerárquica según las escalas y categorías siguientes:
- Escala superior, que comprende la categoría de inspector.
- Escala ejecutiva, que comprende la categoría de subinspector.
- Escala técnica, que comprende las categorías de oficial, de sargento, de cabo y de bombero de primera.
- Escala básica, que comprende la categoría de bombero.

## Estadísticas de actuaciones

### 2007 y 2008
| Año  | Número total de actuaciones | Accidentes de tráfico | Alertas / Alarmas | Asistencia técnica no urgente | Asistencia técnica urgente | Explosiones / Derrumbes | Incendios en edificios / viviendas | Incendios en almacenes /industrias | Otros incendios | Información de incidentes /materiales peligrosos | Olores | Rescates | Actuaciones de los medios aéreos | Simulacros | Incendios de vegetación en zonas agrícolas / forestales | Incendios de vegetación en zonas urbanas |
| ---- | --------------------------- | --------------------- | ----------------- | ----------------------------- | -------------------------- | ----------------------- | ---------------------------------- | ---------------------------------- | --------------- | ------------------------------------------------ | ------ | -------- | -------------------------------- | ---------- | ------------------------------------------------------- | ---------------------------------------- |
| 2007 | 81 662                      | 11 072                | 741               | 21 890                        | 16 785                     | 757                     | 3134                               | 553                                | 11 834          | 636                                              | 547    | 5948     | 1151                             | 803        | 3674                                                    | 2137                                     |
| 2008 | 80 387                      | 9031                  | 445               | 16 912                        | 25 297                     | 695                     | 3222                               | 557                                | 11 150          | 465                                              | 486    | 6356     | 961                              | 943        | 1368                                                    | 1289                                     |

### 2009 al 2012
| Año                      | Número total de actuaciones | Actuaciones no urgentes | Asistencia técnica | Dispositivos de prevención | Fugas peligrosas | Incendios urbanos | Incendios en zonas de vegetación | Movilidad | Prácticas | Rescates | Simulacros | Soporte técnico |
| ------------------------ | --------------------------- | ----------------------- | ------------------ | -------------------------- | ---------------- | ----------------- | -------------------------------- | --------- | --------- | -------- | ---------- | --------------- |
| 2009                     | 84 204                      | 18 723                  | 14 098             | 2511                       | 1379             | 14 122            | 6702                             | 10 944    | 3483      | 10 963   | 810        | 469             |
| 2009 (fuera de Cataluña) | 27                          | 1                       | 1                  | -                          | -                | 5                 | 8                                | 4         | 2         | 3        | 1          | 2               |
| 2010                     | 76 637                      | 18 500                  | 11 274             | 1968                       | 1193             | 13 731            | 4922                             | 9544      | 4534      | 9768     | 859        | 344             |
| 2010 (fuera de Cataluña) | 33                          | -                       | 1                  | 1                          | -                | 6                 | 10                               | 4         | 4         | 5        | 1          | 1               |
| 2011                     | 68 994                      | 16 064                  | 7735               | 1715                       | 1013             | 12 388            | 5505                             | 8652      | 5639      | 9266     | 742        | 275             |
| 2011 (fuera de Cataluña) | 35                          | 1                       | -                  | 1                          | -                | 2                 | 13                               | 5         | 5         | 4        | 2          | 2               |
| 2012                     | 66 758                      | 13 242                  | 7623               | 1696                       | 1095             | 13 369            | 7069                             | 8624      | 3865      | 9106     | 824        | 245             |
| 2012 (fuera de Cataluña) | 31                          | -                       | -                  | -                          | -                | 2                 | 14                               | 3         | 2         | 4        | 4          | 2               |

## Parques de bomberos
Los parques de bomberos se dividen en 7 regiones de emergencia para una mayor coordinación. Cada región de emergencia tiene un parque central.

### Región de emergencias metropolitana norte
Esta región se divide en los siguientes 21 parques de bomberos, donde el de Sardañola del Vallés es el central.
- Arenys de Mar
- Badalona
- Caldas de Montbuy
- Calella/Pineda
- Castellar del Vallés
- Figaró-Montmany
- Granollers
- Malgrat de Mar
- Matadepera
- Mataró
- Mollet del Vallés
- Rubí
- Sabadell
- Sardañola del Vallés
- San Celoni
- San Lorenzo Savall
- Santa Coloma de Gramanet
- Santa Maria de Palautordera
- Tarrasa
- Tordera
- Viladecavalls

### Región de emergencias metropolitana sur

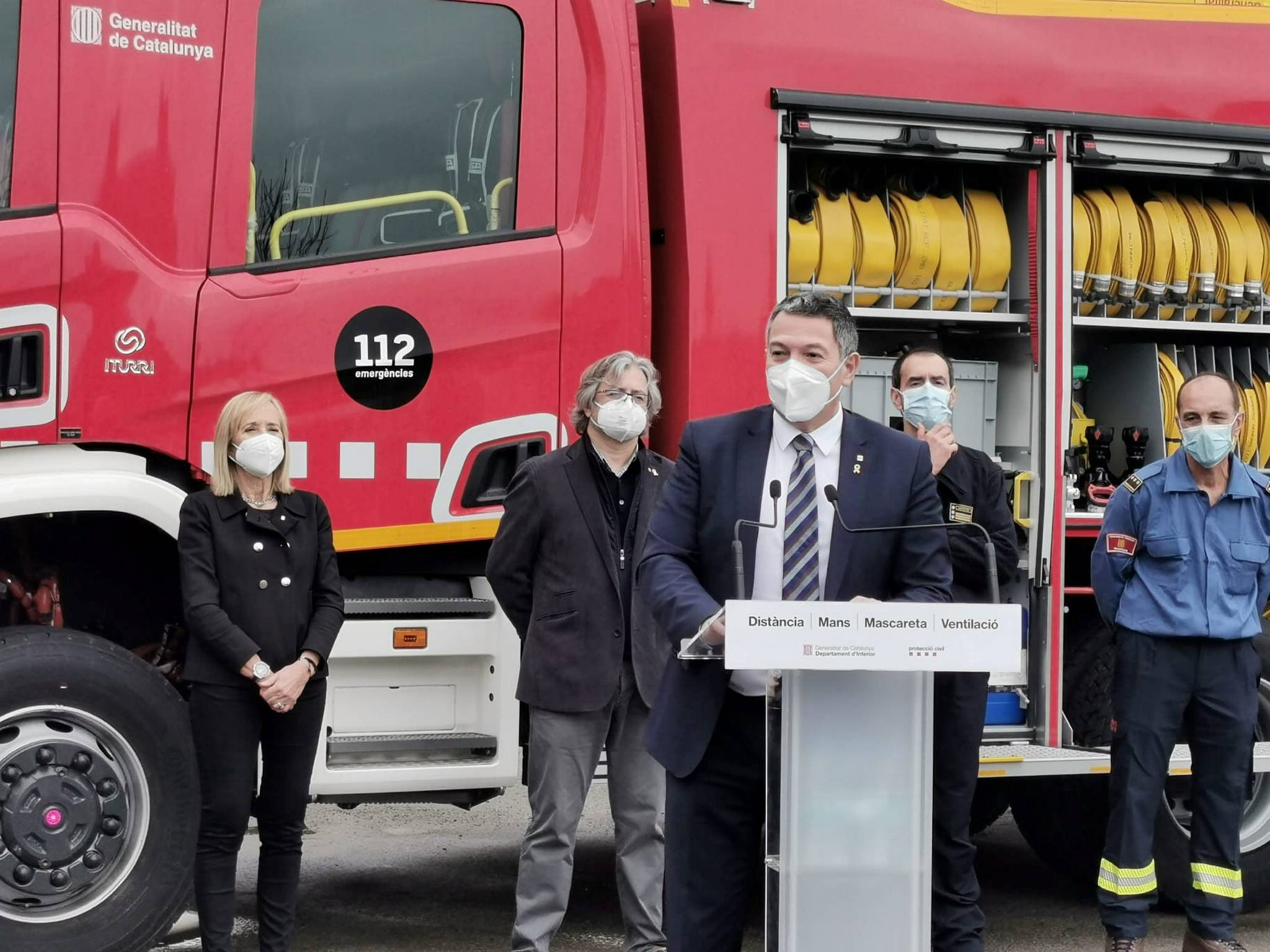
El consejero de Interior, Miquel Sàmper, acompañado por el jefe del Cuerpo de Bomberos de la Generalitat, David Borrell

Esta región se divide en los siguientes 19 parques de bomberos, donde el de San Baudilio de Llobregat es el central.
- Begas
- Capellades
- Collbató
- Cornellá de Llobregat
- Gavá
- Gélida
- Hospitalet de Llobregat
- Igualada
- La Llacuna
- Martorell
- Piera
- El Prat de Llobregat
- San Clemente de Llobregat
- San Feliú de Llobregat
- San Baudilio de Llobregat
- San Vicente dels Horts
- Sitges
- Villafranca del Panadés
- Villanueva y Geltrú

### Región de emergencias metropolitana centro
Esta región se divide en los siguientes 17 parques de bomberos, donde el de Manresa es el central.
- Berga
- Calaf
- Cardona
- Castellfullit del Boix
- Gironella
- Guardiola de Berga
- Manresa
- Moyá
- Montserrat
- Pinós
- Prats de Llusanés
- Puigreig
- Sallent de Llobregat
- San Lorenzo de Morunys
- Solsona
- Torelló
- Vich

### Región de emergencias de Gerona
Esta región se divide en los siguientes 28 parques de bomberos, donde el de Gerona es el central.
- Amer
- Arbucias
- Bañolas
- Cadaqués
- Calonge de Mar
- Camprodón
- Cassá de la Selva
- La Escala
- Figueras
- Gerona
- La Junquera
- La Pera
- Llansá
- Lloret de Mar
- Masanet de la Selva
- Olot
- Palafrugell
- Portbou
- Ribas de Freser
- Ripoll
- Rosas
- San Clemente Sasebas
- San Felíu de Buxalleu/Hostalrich
- San Hilario Sacalm
- Santa Coloma de Farnés
- Torroella de Montgrí
- Tosa de Mar
- Valle de Aro

### Región de emergencias de Lérida
Esta región se divide en los siguientes 34 parques de bomberos, donde el de Lérida es el central.
- Agramunt
- Almacellas
- Almenar
- Artesa de Segre
- Bajo Pallars - Gerri de la Sal
- Balaguer
- Borjas Blancas
- Bosost
- Cervera
- Coll de Nargó
- Espot
- Esterri de Aneu
- La Granadella
- Guisona
- Isona y Conca Dellá
- Josá Tuixent
- Lles
- Llavorsí
- Lérida
- Mollerusa
- Montferrer Castellbó
- Oliana
- Orgaña
- Puebla de Segur
- Pont de Suert
- Ponts
- Serós
- Seo de Urgel
- Sort
- Tárrega
- Torá
- Tremp
- Ribera de Cardós
- Viella

### Región de emergencias de Tarragona
Esta región se divide en los siguientes 16 parques de bomberos, donde el de Tarragona es el central.
- Alcover
- Cambrils
- Cornudella
- Falset
- Montblanch
- Prades
- Reus
- San Jaime dels Domenys
- Santa Coloma de Queralt
- Sarral
- Tarragona
- Torredembarra
- Valls
- Vandellós y Hospitalet del Infante
- Vendrell
- Vilarrodona

### Región de emergencias de lasTierras del Ebro
Esta región se divide en los siguientes 11 parques de bomberos, donde el de Tortosa es el central.
- La Ametlla de Mar
- Amposta
- Ascó
- Batea
- Flix
- Gandesa
- Horta de San Juan
- Mora de Ebro
- Tivisa
- Tortosa
- Ulldecona